# Käthe und ich: Verbotene Liebe
Verbotene Liebe ist ein deutscher Fernsehfilm von Oliver Liliensiek aus dem Jahr 2021. Es handelt sich um die achte Folge der ARD-Reihe Käthe und ich. Die deutsche Erstausstrahlung erfolgte am 11. März 2022 auf dem ARD-Sendeplatz Endlich Freitag im Ersten.

## Handlung
Jule und Aaron haben sich getrennt. Bald hat Jule ein Date mit dem neuen Praktikanten Justus.
Da lernt Paul auf einem Spaziergang mit Käthe die blinde Lehrerin Ina Meyrose kennen, die von ihrem Blindenführhund Lex angefallen wird. Eric diagnostiziert bei Lex einen inoperablen Hirntumor, der bereits gestreut hat.
Paul hilft Ina bei der Suche nach einem neuen Blindenführhund. Da der Beißvorfall mit Lex ein traumatisches Erlebnis für sie war, will er mit ihr eine Flooding-Therapie machen. Eric warnt Paul vor einem zu privaten Kontakt mit Ina, um die Distanz zwischen Therapeuten und Patientin nicht zu gefährden.
Da Paul das Gefühl hat, dass Eric sich immer wieder in sein Leben hängt, aber nichts von sich selber preisgibt, fängt er an, Nachforschungen zu Eric anzustellen. Er fährt zur Tierarztpraxis von Erics Vater und gibt sich mit Käthe als Patient aus. Seine Tarnung fliegt allerdings auf, woraufhin Eric in der Praxis kündigt. Er erzählt Paul, dass er vor seiner Zeit als Tierarzt Psychologe war und sich in seinen Klienten Vincent verliebt hat. Eric erklärt sich bereit, in der Praxis zu bleiben, wenn Paul keine weiteren Nachforschungen mehr anstellt.
Von Dr. Madaki erfährt Paul, dass einige Eltern Vorbehalte gegen eine blinde Lehrerin angemeldet haben und im Extremfall vor Gericht klagen können. Sie hat für den nächsten Tag einen Gesprächstermin vorbereitet, bei dem die Eltern Ina anhören können. Paul ist sich nicht sicher, ob Ina, nachdem sie für die neue Stelle alles zurückgelassen und nun Lex verloren hat, emotional in der Lage ist, eine solche Extremsituation zu bewältigen. Währenddessen zeigt die Flooding-Therapie erste Erfolge. Jedoch reagiert sie verunsichert, als Paul ihr von dem Termin mit den Eltern erzählt.
Inzwischen erzählt Eric Paul den Rest der Wahrheit: Demnach litt Vincent an einer bipolaren Störung und hat, obwohl er Fortschritte erzielt und Eric ihn an einen Kollegen weiterempfohlen hat, Suizid begangen. Paul schlägt Eric vor, das Gespräch mit Vincents Mutter zu suchen, um Frieden zu finden.
Inzwischen spricht Ina mit Paul und sagt ihm, dass sie keine Kraft zum Kämpfen hat und stattdessen wieder zurück nach Hause fahren will. Er bittet sie, mit ihrer Rückkehr zu warten, und hat eine Idee: Zu dem Termin mit den Eltern erscheinen die Schüler ihres früheren Deutsch-Leistungskurses und schildern, was für eine Bereicherung Inas Unterricht für sie war. Das Treffen mit den Eltern verläuft erfolgreich für Ina.
Inzwischen sucht Eric Vincents Mutter auf. Er ist überrascht, dass sie von der Beziehung wusste. Sie betont, dass es Vincents Krankheit war, die zu seinem letzten Schritt geführt hat. Sie übergibt ihm einen Brief von Vincent, in dem dieser Eric in Gedichtform dazu ermuntert, auf sich Acht zu geben.

## Hintergrund
Verbotene Liebe wurde unter dem Arbeitstitel Die Liebe zusammen mit der siebten Folge Freundinnen für immer vom 20. April bis zum 23. Juni 2021 in Waren an der Müritz und Berlin gedreht. Produziert wurde der Film von der Bavaria Fiction GmbH.

## Rezeption

### Einschaltquote
Die Erstausstrahlung am 10. März 2023 im Ersten wurde von 2,96 Millionen Zuschauern gesehen, was einem Marktanteil von 11,0 % entspricht.

### Kritiken
Die Kritiker der Fernsehzeitschrift TV Spielfilm zeigten mit dem Daumen nach oben und vergaben für Humor und Spannung je einen von drei möglichen Punkten. Das Fazit lautete: „Wenn Käthe kommt, muss Fiffi allein Gassi gehen“.